# Euscarthmus
Euscarthmus é um género de ave da família Tyrannidae.
Este género contém as seguintes espécies:
- Euscarthmus meloryphus
- Euscarthmus rufomarginatus